# Rękawiczki medyczne

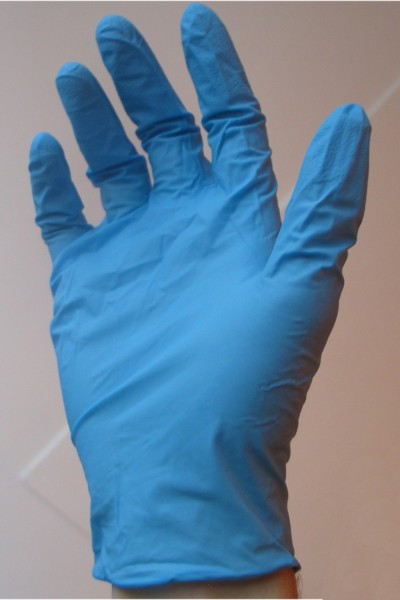
Niebieska nitrylowa rękawiczka medyczna

Rękawiczki medyczne – rodzaj rękawiczek używanych w celu zmniejszenia liczby zakażeń, głównie w opiece zdrowotnej. Ich zakładanie jest przykładem zachowywania zasad aseptyki.

## Rodzaje rękawiczek

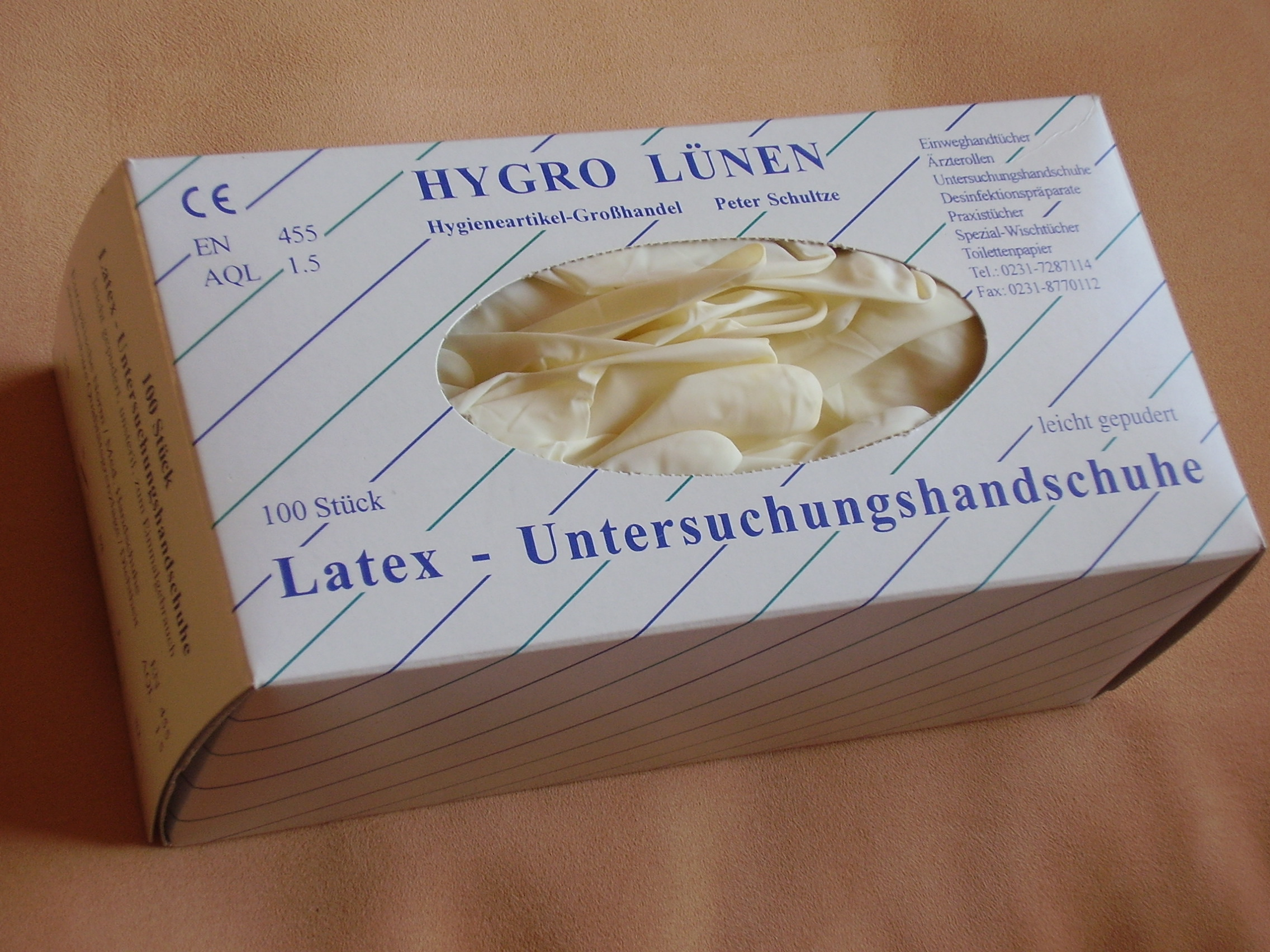
Opakowanie niejałowych rękawiczek lateksowych

Obecnie używa się właściwie wyłącznie rękawiczek jednorazowego użytku. Najczęściej stosowane są niejałowe rękawiczki lateksowe o różnych rozmiarach, od których się jednak odchodzi ze względu na coraz częstsze przypadki alergii. Alternatywą są rękawiczki winylowe oraz nitrylowe, które zdobywają coraz większą popularność dzięki swoim właściwościom hipoalergicznym, większej wytrzymałości na ścieranie, przedziurawienie i inne uszkodzenia mechaniczne oraz odporności na smary i szkodliwe substancje chemiczne.
Rękawice chirurgiczne to sterylny wariant rękawiczek medycznych. Są one profilowane (nieco inaczej wygląda rękawica dla prawej i lewej dłoni) i przechowywane w oddzielnych opakowaniach z ograniczoną datą ważności. Ich zakładanie wymaga pewnych umiejętności, aby nie dotknąć (i potencjalnie nie zakazić) zewnętrznej części rękawiczki. Używa się ich podczas niektórych zabiegów inwazyjnych – na przykład operacji czy cewnikowania pęcherza.

## Zanieczyszczenie dłoni
W wielu badaniach przeprowadzonych wśród personelu medycznego wykazano, że na dłoniach badanych obecna jest flora fizjologiczna oraz zanieczyszczenia, na które składają się m.in. gronkowiec złocisty (10,5–78,3% – w tym MRSA do 16,9%), Pseudomonas (1,3–25%), Klebsiella (17%), Clostridium difficile (14–59%), VRE (do 41%), różne inne bakterie Gram ujemne nie wymienione powyżej (21–86,1%), grzyby (41–81%) oraz wirusy – rota (19,5–78,6%) rhino (do 65%) czy HCV (8–23,8%). Wiele z tych patogenów odgrywa ważną rolę w zakażeniach wewnątrzszpitalnych.
Używanie rękawiczek znacząco zmniejsza ryzyko zakażeń, choć jest to uzależnione od poprawnego ich założenia i noszenia – uszkodzone rękawiczki nie zapewniają ochrony.

## Częstość używania
W 1987 w USA zalecono używanie jednorazowych rękawiczek we wszystkich kontaktach z pacjentem.
Badanie wśród 1150 położnych wykazało, że ponad 30% zakłada je jedynie w przypadku pacjenta z chorobą zakaźną (2006, Japonia). Od lat 80. w wielu krajach wprowadzono  zalecanie noszenia rękawiczek także przez dentystów. Wysłana do szwedzkich stomatologów ankieta pokazała, że 73% z nich nosi rękawiczki dłużej niż 2 godziny dziennie, a 48% nosi dłużej niż 6 godzin (n=3083). 6% deklarowało brak używania rękawiczek ochronnych. W tym samym badaniu wykazano zależność, że rękawiczek używają częściej osoby młode oraz kobiety.

## Błędy podczas używania rękawiczek
Ze względu na ryzyko uszkodzenia rękawiczek, zespół chirurgiczny musi dokładnie umyć ręce, aby zminimalizować ryzyko zakażenia, jeśli ich ciągłość zostanie przerwana. Nawet przy używaniu rękawiczek podczas kontaktu z pacjentem, brak zwykłego mycia rąk (wodą z mydłem) po ich zdjęciu, nie zapewnia całkowitej ochrony wystarczającej np. do spożywania pokarmów. Do innych częstych błędów zalicza się korzystanie z tej samej pary rękawiczek przy kontakcie z więcej niż jednym pacjentem lub z różnymi partiami ciała o innym stopniu czystości u jednego pacjenta. Po użyciu rękawiczki należy natychmiast zdjąć, co wykluczy możliwość dotknięcia i zabrudzenia różnych powierzchni, a następnie wrzucić do specjalnie oznakowanych pojemników.
Rękawiczek jednorazowych nie należy używać zbyt długo, ponieważ tracą swoje właściwości. Dla rękawic diagnostycznych jest to 45 minut pracy, a dla chirurgicznych od 90 do 120 minut. Po tym czasie mogą się rozciągać, co sprawia, że stają się bardziej podatne na uszkodzenia. Utrata dopasowania do dłoni przekłada się również na mniejszy komfort pracy i gorszą precyzję wykonywanych ruchów.

## Alergia
Od lat 80. XX wieku odnotowuje się coraz więcej przypadków uczuleń na rękawiczki u pracowników służby zdrowia, a wiąże się to z przejściem od zwykłych rękawiczek wielokrotnego użytku do jednorazowych lateksowych. Zidentyfikowano kilka białek odpowiadających za uczulenia, jednak zmniejszenie ich liczby w produkcie nie wyklucza wystąpienia reakcji alergicznej, choć znacząco zmniejsza jej ryzyko. W przypadku mocno talkowanych rękawiczek alergeny znajdują się także w powietrzu. Jedynie wolne od talku, chlorowane rękawiczki wykluczają ryzyko reakcji alergicznej.
Inną alternatywę stanowią rękawiczki winylowe oraz pokryte nitrylem, które w przeciwieństwie do lateksowych są także odporne na działanie tłuszczów i innych substancji lipofilnych. Rękawiczki nitrylowe są całkowicie bezpieczne dla skóry, nie podrażniają i nie są źródłem reakcji alergicznych. Rękawiczki nitrylowe są powszechnie dostępne jako modele bezpudrowe, co zwiększa poziom bezpieczeństwa w aspekcie występowania podrażnień lub uczuleń.

## Historia
Pierwsze rękawiczki stosowane w medycynie były wykonane ze skóry lub dzianiny. Na początku XIX wieku zaczęły pojawiać się propozycje stosowania rękawiczek jako środka zapobiegającego zakażeniom wśród chirurgów, położników czy anatomów. Pomysły te ogłaszali m.in. dermatolog Joseph Plenk i położnik Ignaz Semmelweis. W chirurgii, pierwszeństwo w stosowaniu rękawiczek zazwyczaj przyznaje się Williamowi Stewartowi Halstedowi. Zimą 1890 jego sanitariuszka zaczęła używać zamówionych przez Halsteda w Goodyear Rubber Company gumowych rękawiczek. Niedługo później spopularyzowano używanie gumowych rękawiczek w Europie; wśród pierwszych chirurgów stosujących gumowe rękawiczki byli Werner Zoege von Manteuffel i Bernard Koening.

## Oznakowanie
Wszystkie rękawice stosowane w placówkach medycznych powinny posiadać odpowiednie oznaczenie klasy wyrobu, certyfikat bezpieczeństwa CE i ocenę zgodność wg norm europejskich. Znormalizowane piktogramy obecne na opakowaniach rękawiczek odnoszą się tylko do rękawiczek jako środka ochrony indywidualnej, czyli norm EN ISO 374-1 do EN ISO 374-5.

### Normy rękawiczek medycznych jako środka ochrony indywidualnej zgodnego z Rozporządzeniem (UE) nr 2016/425[12]
- EN ISO 21420[13] (zastępuje EN 420) wymagania ogólne, stosowne procedury badań rękawic oraz znakowania, oraz informacje dostarczane przez producenta. Norma nie dotyczy właściwości ochronnych i powinna być stosowana wraz z innymi normami.
- EN 388 – odporność na uszkodzenia mechaniczne np. przekłucie, przetarcie, ścieranie i rozdarcie[14]

#### Normy odnoszące się do odporności chemicznej i biologicznej
- EN ISO 374-1 Rękawice chroniące przed niebezpiecznymi substancjami chemicznymi i mikroorganizmami. Część 1: Terminologia i wymagania dotyczące skuteczności w zakresie ryzyka chemicznego[15]
- EN ISO 374-2 Rękawice chroniące przed niebezpiecznymi substancjami chemicznymi i mikroorganizmami. Część 2: Wyznaczanie odporności na przesiąkanie[16]
- EN 16523-1 Zastępuje EN 374-3 Wyznaczanie odporności materiału na przenikanie substancji chemicznych. Część 1: Przenikanie potencjalnie niebezpiecznych ciekłych substancji chemicznych w warunkach ciągłego kontaktu[17]
- EN ISO 374-4 Rękawice chroniące przed niebezpiecznymi substancjami chemicznymi i mikroorganizmami. Część 4: Wyznaczanie odporności na degradację w wyniku działania substancji chemicznych[18]
- EN ISO 374-5 Rękawice chroniące przed niebezpiecznymi substancjami chemicznymi i mikroorganizmami. Część 5: Terminologia i wymagania dotyczące ryzyka przenikania mikroorganizmów[19]

### Normy rękawiczek medycznych jakowyrobu medycznegozgodnego Rozporządzeniem (UE) nr 2017/745[20], które wejdzie w życie w 2021[21]roku
- EN 455-1 Rękawice medyczne jednorazowego użytku. Część 1: Wymagania i badania na nieobecność dziur[22]
- EN 455-2 Rękawice medyczne jednorazowego użytku. Część 2: Wymagania i badania dotyczące właściwości fizycznych[23]
- EN 455-3 Rękawice medyczne jednorazowego użytku. Część 3: Wymagania i badania w ocenie biologicznej[24]
- EN 455-4 Rękawice medyczne jednorazowego użytku. Część 4: Wymagania i badania dotyczące wyznaczania okresu trwałości[25]